# Пангіпульї
Пангіпульі (ісп. Panguipulli) — місто в Чилі. Адміністративний центр однойменної комуни. Населення - 11 142 особи (2002). Місто і комуна входить до складу провінції Вальдивія і регіону Лос-Ріос.
Територія комуни – 3.292,10 км². Чисельність населення – 34.640 мешканців (2007). Щільність населення - 10,52 чол./км².

## Розташування
Місто розташоване за 77 км на схід від адміністративного центру регіону міста Вальдивія.
Комуна межує:
- на півночі - з комунами Вільяррика, Пукон
- на північному сході - з комуною Курареуе
- на сході - з провінцією Неукен (Аргентина)
- на півдні - з комуною Футроно
- на південному заході - з комуною Лос-Лагос
- на заході - з комуною Мафіль
- на північному заході - з комунами Лонкоче, Ланко

## Демографія
Згідно з даними, зібраними під час перепису Національним інститутом статистики, населення комуни становить 34.640 осіб, з яких 17.622 чоловіки та 17.018 жінок.
Населення комуни становить 9,27% від загальної чисельності населення регіону Лос-Ріос. 46,53% належить до сільського населення та 53,47% - міське населення.

### Найважливіші населені пункти комуни
- Пангіпульї (місто) - 11 142 мешканців
- Нельтуме (селище) - 2125 мешканців
- Коньярипі (селище) - 1416 мешканців
- Лікіньє (селище) - 1205 мешканців